# ハウンズロー・タウン駅
ハウンズロー・タウン駅 (ハウンズロー・タウンえき、英語: Hounslow Town Station) は、かつてロンドン西部ハウンズローにあったロンドン地下鉄の鉄道駅である。この駅は、ハウンズロー・ハイ・ストリートの東端、キングスレー・ロードとの交差点に設けられていた。跡地はハウンズロー・バス車庫となった。

## 歴史
ハウンズロー・タウン駅は、1883年5月1日に、当時のメトロポリタン・ディストリクト鉄道(Metropolitan District Railway, MDR)（現在のディストリクト線の前身）のアクトン・タウン駅からの新たな延伸線の終点として開業した。この駅は、路線をさらに南方に延伸し、ハウンズロー駅(Hounslow station)付近でロンドン・アンド・サウス・ウェスタン鉄道(London and South Western Railway, L&SWR) に接続させるという意図から設けられていた。このため、駅の南側にあるハウンズロー・ハイ・ストリート（ハウンズローの中心市街地）を高架で越えられるように、駅のプラットホームは道路よりも高い位置に設けられていた。しかし、MDR経由のロンドン中心部へのルートが、自社のウォータールー駅行きの路線と競合することになると判断したL&SWRの反対によって、MDRの接続は、結局実現することはなかった。
1884年、ハウンズロー・タウン駅より少し北の位置から分岐し、ハウンズロー・バラック駅（現在のハウンズロー・ウェスト駅）に至る支線が建設された。この支線は単線で、当初は、ハウンズロー・バラック駅からオスタレー・アンド・スプリング・グローブ駅(Osterley & Spring Grove)（現在のオスタレー駅）まで途中に駅は存在していなかった。
ハウンズロー・タウン駅以南の延伸に失敗したMDRは、新たに建設したバラック支線の方に関心を移し、1886年3月31日に開業から3年も経っていなかったハウンズロー・タウン駅を閉鎖した。翌日4月1日には、代替駅として新たにヘストン・アンド・ハウンズロー駅 (Heston & Hounslow)（現在のハウンズロー・セントラル駅）がバラック支線に開業した。
1903年に、ハウンズロー・タウン駅が再開され、列車はオスタレー駅で分岐して、一部がハウンズロー・セントラルを経由してハウンズロー・ウェストに向かい、他の便はハウンズロー・タウンまでの短距離のシャトルとして運行されるようになった。MDRの路線の電化は1903年から1905年にかけて行なわれ、1905年6月13日には、ハウンズロー支線でも汽車から電車への移行が行なわれた。この電化の際に、オスタレー駅からハウンズロー・セントラル駅へ直接向かう路線は閉鎖され、ハウンズロー・タウン駅からハウンズロー・セントラル駅へ直接向かう新線が設けられた。オスタレー駅からハウンズロー・タウン駅まで来た電車は、ここで進行方向転換（日本語でいう「スイッチバック」）をして、ハウンズロー・セントラル駅やハウンズロー・ウェスト駅へと向かった。
この運行方法はうまく行かず、短期間で打ち切られた。1909年5月2日に、オスタレー駅からハウンズロー・セントラル駅へ直接向かう路線が再開され、ハウンズロー・タウン駅とそこに繋がっていた2本の接続線は廃止された。これに代わって新たなハウンズロー・タウン駅（現在のハウンズロー・イースト駅）が、オスタレー駅とハウンズロー・セントラル駅の間、旧駅から300メートルほど西に設置され、旧駅と、そこに繋がっていた線路は，完全に廃止された。
現在では、旧ハウンズロー・タウン駅の施設は何も残されておらず、跡地はロンドン・ユナイテッド・バスウェイが管理するハウンズロー・バス・ステーションとなっている。わずかにバス・ステーションの前に設置された説明板が、ハウンズロー・タウン駅の簡単な歴史を記しているのみである。2007年には、車庫自体も大幅に改装される予定となっている。

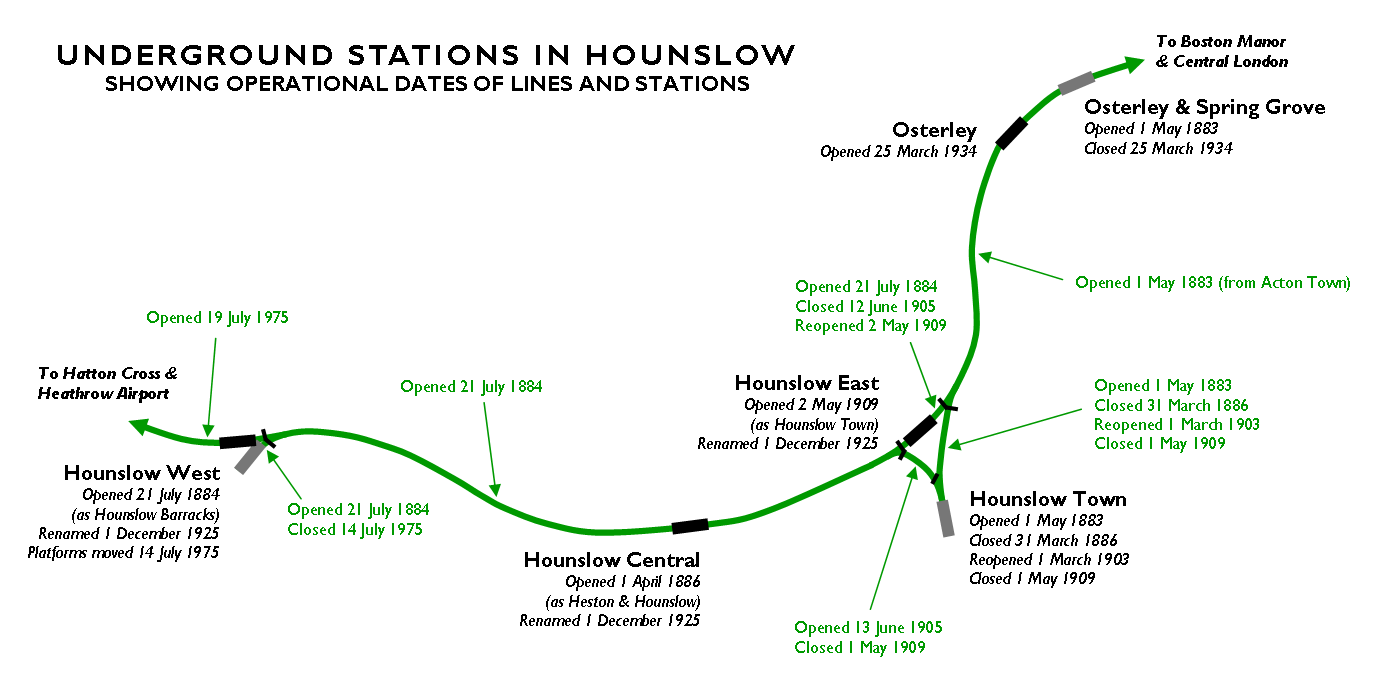
ハウンズロー周辺の鉄道路線、鉄道駅の運行時期を示した地図

## 隣の駅
ロンドン地下鉄
■メトロポリタン・ディストリクト鉄道
オスタレー駅 - ハウンズロー・タウン駅 （終点）